# 栗川仁
栗川 仁（くりかわ じん、1944年（昭和19年）1月9日 - 2011年（平成23年）12月4日）は、日本の政治家。黒磯市長を1期、那須塩原市長を2期務めた。

## 経歴
1962年（昭和37年）3月、栃木県立那須農業高等学校（現栃木県立那須拓陽高等学校）卒業。1983年（昭和58年）4月の黒磯市議会議員選挙で初当選し、2003年（平成15年）まで市議会議員を5期務めた。この間、1995年（平成7年）5月から1997年（平成9年）5月まで、2001年（平成13年）4月から2002年（平成14年）12月まで市議会議長を務めた。
2003年（平成15年）2月9日に実施された黒磯市長選挙では無所属で立候補し渡辺喜美衆議院議員の黒磯後援会長で自民党の推薦を受けた候補者などを破り初当選を果たした。同年2月18日に黒磯市長に就任。2005年（平成17年）1月1日、黒磯市が那須郡西那須野町、塩原町と新設合併し那須塩原市が発足したことに伴い市長を失職した。
なお、黒磯・西那須野・塩原の3市町の合併が合併協議会で協議されていた2003年当時、市民団体が3市町合併の是非を問う住民投票条例の制定を直接請求したことがあり、栗川は反対意見を付けて市議会に条例案を提案している。市議会で条例案が否決されたことを受けて市民団体は栗川のリコールを目指したが、署名数が法定数に届かず2004年3月にリコールを断念している。
新市発足に伴う市長選挙は2005年（平成17年）2月13日に実施された。栗川と合併前の西那須野町長の平山武との一騎討ちとなり、栗川が平山を約1,300票の僅差で破り初当選した。2009年（平成21年）2月8日の市長選挙では現職の栗川の他に立候補がなく、栗川の無投票での再選が決まった。これより前、2006年（平成18年）12月には入院し直腸癌の手術を受けている。なお、元西那須野町長の平山武は2009年4月26日の那須塩原市議選（定数30）で1位で当選している。
2011年（平成23年）12月4日午後6時20分頃自宅で倒れ、那須塩原市内の病院に搬送されたが、同日午後7時59分、胸部大動脈瘤破裂のため死去した。67歳没。死亡当日も直前まで市内の催しにおいて挨拶をこなすなど、現役の市長として活動中の死であった。大動脈瘤は2006年に直腸癌の手術で入院した際に発見されていたが手術は受けていなかったという。死後、正五位に叙せられ旭日小綬章を贈られた。